# Aulo Plaucio
Aulo Plaucio  (c. 5 a. C.-57 d. C.) fue un político y militar romano del siglo I que desarrolló su cursus honorum entre los gobiernos de Tiberio y Claudio. Dirigió la conquista romana de Britania en el año 43 y se convirtió en el primer gobernador de la nueva provincia, cargo que ocupó hasta el año 47.

## Familia
Plaucio fue miembro de una familia de la gens Plaucia procedente de Trebula Suffenas, en la región sabina. Era hijo del consular Aulo Plaucio y de Vitelia, tía de Lucio Vitelio, y hermano de Plaucia y, posiblemente, Quinto Plaucio, cónsul en el año 36. Estuvo casado con Pomponia Grecina, con quien tuvo un hijo, Aulo Plaucio, ejecutado por Nerón como presunto amante de su madre Agripina.

## Carrera pública

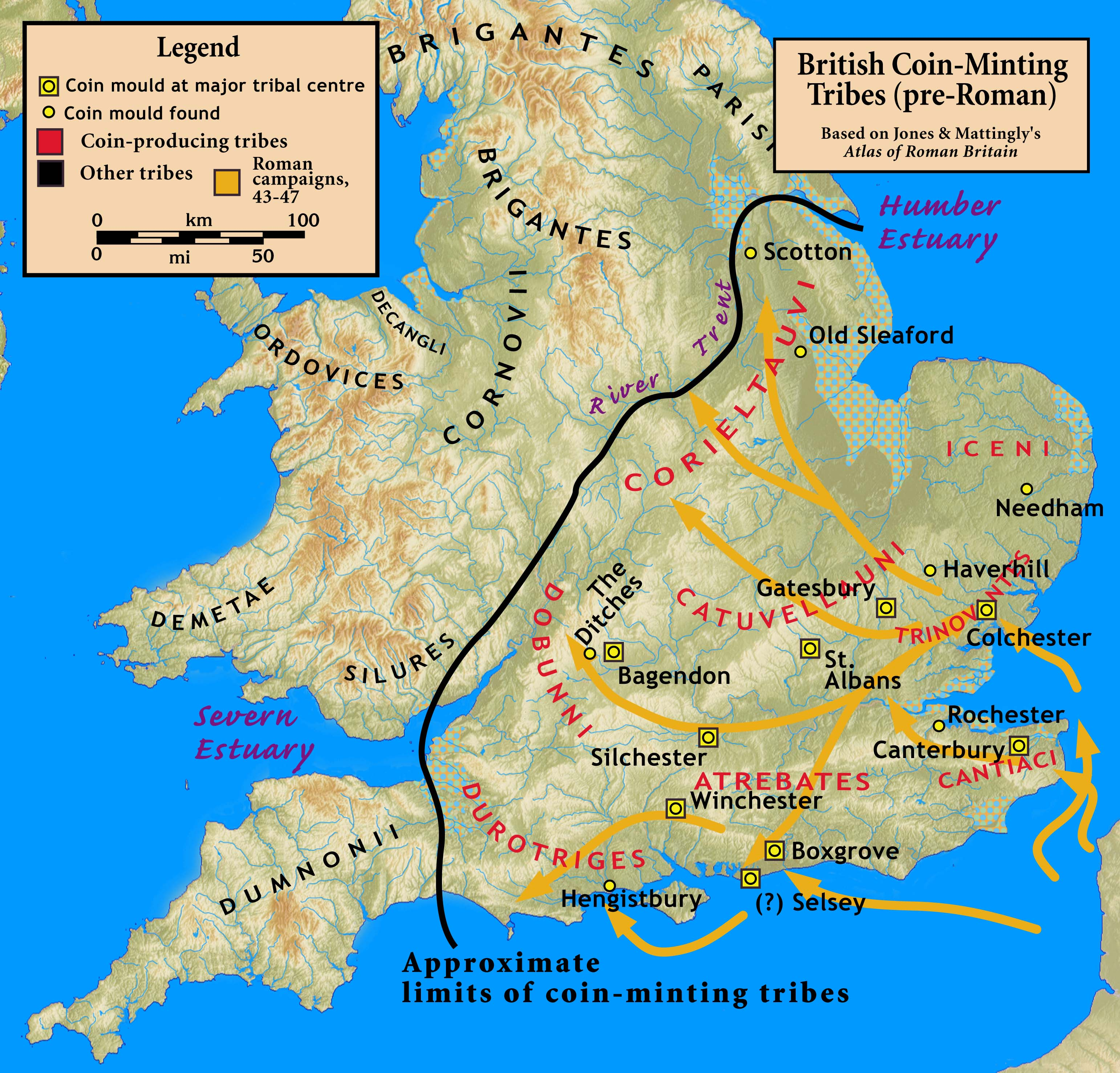
Campaña británica de Aulo Plaucio

Plaucio nació en Roma alrededor del año 5 a. C. Si siguió un cursus honorum normal, pudo ser vigintiviro alrededor del año 14 y servir después como tribuno militar. En el año 26 obtuvo la pretura y alcanzó el consulado suffectus en la segunda mitad del año 29. Como consular estuvo al frente de la provincia de Panonia, donde se encargó de la construcción de una carretera en el ager Tergestinus. Si fue el sucesor de Cayo Calvisio Sabino en Panonia, estuvo en un puesto clave en los acontecimientos de los años 41 y 42.
Claudio lo eligió para que dirigiese su invasión de Britania en el año 43, en apoyo de Verica, rey de los Atrébates y aliado de Roma, que había sido depuesto por sus vecinos orientales, los catuvellaunos. El ejército enviado estaba compuesto por cuatro legiones, la IX Hispana, que se encontraba en Panonia, la II Augusta, la XIV Gemina, y la XX Valeria Victrix, procedentes de los distritos militares de Germania. Además, contaba con aproximadamente veinte mil soldados auxiliares, incluyendo tracios y bátavos. Una de las legiones, la II Augusta, estaba dirigida por Vespasiano, por entonces legado, y que llegaría a ocupar el trono de emperador. También se conoce la participación en la invasión de otros tres hombres con suficiente rango como para haber dirigido a una legión: el hermano de Vespasiano, Tito Flavio Sabino, y Cneo Hosidio Geta aparecen en el relato de Dión Casio sobre la invasión, y Cneo Sencio Saturnino es mencionado por Eutropio, aunque como antiguo cónsul pudo haber ostentado demasiado rango para haber participado bajo las órdenes de Plaucio, por lo que podría haber acompañado a Claudio más tarde.
En las playas del norte de la Galia, Plaucio se enfrentó con un motín de sus tropas, que eran reticentes a cruzar el mar y luchar más allá de los límites del mundo conocido. Fueron persuadidos después de que el liberto de Claudio, el secretario Tiberio Claudio Narciso se dirigiese a ellos en nombre del emperador. Viendo a un antiguo esclavo en el puesto de su comandante, los soldados gritaron «Io Saturnalia!» (Saturnalia era un festival romano en el que los roles sociales de esclavos y señores se revertían durante un día), y el motín terminó.
La fuerza invasora zarpó en tres divisiones, y se cree que habría llegado a tierra en Richborough, Kent, aunque puede que parte hubiese llegado a otras zonas. Los britanos, dirigidos por Togodumno y Carataco, de los catuvellaunos, decidieron evitar la batalla campal y adoptaron tácticas de guerrilla. Sin embargo, Plaucio derrotó primero a Carataco y luego a Togodumno, en la Batalla del río Medway y en la Batalla del río Támesis. Togodumno murió poco tiempo después, aunque Carataco sobrevivió y terminó sus días como huésped de Roma, tras pedir clemencia a Claudio, tanto para él como el resto de su familia que se postró a los pies del emperador.
Tras haber alcanzado el Támesis, Plaucio se detuvo e hizo llamar a Claudio, que llegó con elefantes y artillería pesada, y terminó la marcha triunfal contra la capital de los catuvelauni, Camulodunum (actual Colchester). Se creó una nueva provincia romana en el territorio conquistado y se acordaron alianzas con las naciones que se encontraban fuera del control de Roma. Plaucio se convirtió en el gobernador de esta nueva provincia hasta el año 47, en que fue sustituido por Publio Ostorio Escápula.
A su retorno a Roma a la vida civil, Plaucio recibió una Ovación, durante la cual el propio emperador anduvo a su lado hasta y desde el Capitolio.

## En la cultura popular
Plaucio fue interpretado por David Morrissey en la serie Britannia.